# Pensacola Mountains
Pensacola Mountains är ett berg i Antarktis. Det ligger i Västantarktis. Argentina, Chile och Storbritannien gör anspråk på området. Toppen på Pensacola Mountains är 525 meter över havet.
Terrängen runt Pensacola Mountains är lite kuperad. Trakten är obefolkad. Det finns inga samhällen i närheten.